# Ken Tshizanga Matsumoto
Ken Tshizanga Matsumoto (japanisch 松本 ケン チザンガ Matsumoto Ken Tshizanga; * 14. März 2002 in der Präfektur Saitama) ist ein japanischer Fußballspieler.

## Karriere
Ken Tshizanga Matsumoto erlernte das Fußballspielen in der Universitätsmannschaft der Komazawa-Universität. Von Anfang August 2023 bis Saisonende 2023 wurde er von der Universität an den Zweitligisten Blaublitz Akita ausgeliehen. Während seiner Ausleihe kam er für den Verein aus Akita nicht zum Einsatz. Nach der Ausleihe wurde Matsumoto am 1. Februar 2024 fest von Blaublitz Akita unter Vertrag genommen. Sein Zweitligadebüt gab Matsumoto am 16. März 2024 (4. Spieltag) im Heimspiel gegen Vegalta Sendai. Bei dem 0:0-Unentschieden wurde er in der 80. Minute für Yukihito Kajiya eingewechselt. Nach acht Ligaspielen wechselte er im August 2024 bis Saisonende auf Leihbasis zum Drittligisten Nara Club. Für den Verein aus Nara bestritt er zwölf Ligaspiele. Die Saison 2026 wurde er an den Drittligisten Tegevajaro Miyazaki verliehen.